# Heurystyka dostępności
Heurystyka dostępności (ang. availability heuristic) – uproszczona metoda wnioskowania polegająca na przypisywaniu większego prawdopodobieństwa zdarzeniom, które łatwiej przywołać do świadomości i są bardziej nacechowane emocjonalnie.  Metoda ta jest jedną z heurystyk wydawania sądów opisanych przez Amosa Tversky'ego i Daniela Kahnemana, prowadzących do błędów poznawczych.
Przykładowo osoby, które padły ofiarą kradzieży, przeceniają wystąpienie takiego zdarzenia w przyszłości. Częstotliwość wypadków lotniczych jest uznawana za znacznie wyższą zaraz po każdym takim wypadku. Podobnie ludzie często obawiają się bardzo rzadkich przyczyn śmierci, jeśli są one dramatyczne: atak rekina, zamach terrorystyczny itp.

## Badania
Istnienie heurystyki dostępności zostało eksperymentalnie potwierdzone i zinterpretowane w badaniach:
- Jednej grupie studentów pokazano listę nazwisk składającą się z 19 nazwisk sławnych mężczyzn (na przykład Woody Allen, George W. Bush, Tony Blair) i z 20 nazwisk mniej sławnych kobiet (Elizabeth Dole, Lara Holmes, Vivien Cosby), a drugiej grupie listę składającą się z 19 nazwisk sławnych kobiet i 20 nazwisk mniej sławnych mężczyzn. Następnie zasłonięto nazwiska i poproszono o wypisanie zapamiętanych nazwisk. Tylko 15% osób badanych wypisało więcej nazwisk mniej znanych osób. W innym wariancie tego badania proszono o oszacowanie ilości kobiet i mężczyzn znajdujących się na liście. Ponad 80% badanych wskazało na tę płeć, do której dopasowano sławniejsze postaci, pomimo że było ich na liście mniej.

- Pięciu różnym grupom pokazano jedną z liter angielskiego alfabetu (K, L, N, R lub V) i poproszono osoby badane o oszacowanie, czy w języku angielskim jest więcej słów, które zaczynają się na daną literę, czy też więcej słów jest takich, w których występuje ona na trzecim miejscu (polski przykład dla litery K: Kolano i zaKupy). Ponad 70% badanych stwierdziło, że więcej jest takich słów, gdzie te litery występują na początku, a w rzeczywistości słów, w których te litery występują na trzecim miejscu, jest prawie dwa razy więcej.

Wyniki obu eksperymentów pokazały, że osoby badane kierują się w swoich sądach dostępnością danych w umyśle. Łatwiej jest zauważyć, a potem sobie przypomnieć znane nazwiska, niż te mniej znane (pojawiają się często w TV, radiu, gazetach, jest do nich lepszy dostęp). Podobnie łatwiej przypomnieć sobie słowa zaczynające się na jakąś literę, niż takie, w których dana litera jest na którymś miejscu w słowie.

## Wpływ heurystyki dostępności na błędy poznawcze
Występowanie niektórych błędów poznawczych tłumaczone jest przez aktywizację w umyśle heurystyki dostępności. Te błędy to:
- Błąd konfirmacji polegający na preferowaniu informacji, które potwierdzają wcześniejsze oczekiwania i hipotezy, niezależnie od tego, czy te informacje są prawdziwe[4].
- Efekt pewności wstecznej, czyli tendencja do oceniania przeszłych wydarzeń jako bardziej przewidywalnych, niż rzeczywiście były[5].
- Efekt subaddytywności polegający na ocenianiu prawdopodobieństwa całości jako mniejszego, niż prawdopodobieństwo poszczególnych części[6].
- Efekt świeżości polegający na silniejszym oddziaływaniu informacji, które nadeszły jako ostatnie (najświeższych), niż tych, które pojawiły się wcześniej[7].
- Egocentryzm atrybucyjny polegający na skłonności do przypisywania sobie większej odpowiedzialności za konsekwencje wspólnie wykonywanej pracy, niż skłonny jest to uznać postronny obserwator[8].
- Zależność magiczna – termin z zakresu teorii warunkowania sprawczego oznaczający taką relację między reakcją (zachowaniem) a wzmocnieniem (nagrodą), która nie istnieje w rzeczywistości, ale istnieje w przekonaniu organizmu (w języku potocznym używane zamiennie z pojęciem „zabobon”, „przesąd”)[9].